# Nasima Razmyar
Nasima Razmyar, född 13 september 1984 i Kabul i Afghanistan, är en finländsk socialdemokratisk politiker. Hon är sedan 2017 biträdande borgmästare för kultur- och fritidssektorn i Helsingfors.

## Bakgrund och privatliv
Ramzyar är född i Afghanistan. Hon talar finska, engelska, ryska och dari.. Hennes far Mohammed Daud Razmyar var afghansk diplomat i Sovjetunionen och Finland, men familjen flyttade till Finland 1993.
Razmyar är utbildad kulturproducent och utexaminerad från Humanistiska yrkeshögskolan.
2015 gifte hon med Johan Fager, som hon träffade 2012. De har två barn tillsammans, Jonas och Jacob.

## Politisk karriär
Innan sin mandatperiod som riksdagsledamot arbetade Razmyar som kommunikationssekreterare för socialdemokraterna.
Razmyar var riksdagsledamot för den socialdemokratiska riksdagsgruppen från 22 april 2015 fram till 8 juni 2017. Hon blev invald i riksdagsvalet 2015 med 5 156 röster. Efter hennes avsked från riksdagen blev Pilvi Torsti ledamot.
Razmyar valdes till årets flyktingkvinna 2010.

### Fotnoter
1. 1 2 3  ”Curriculum Vitae på Nasima Razmyars nätsidor”. Arkiverad från originalet den 19 december 2015. https://web.archive.org/web/20151219232738/http://nasima.fi/curriculum-vitae/. Läst 29 december 2015.
2. ↑  ”Om Nasima Razmyar på hennes nätsidor”. Arkiverad från originalet den 19 december 2015. https://web.archive.org/web/20151219105151/http://nasima.fi/nasima/nasima-pa-svenska/. Läst 29 december 2015.
3. 1 2  ”Nasima Razmyar beviljades befrielse från riksdagsuppdraget”. Finlands Riksdag. 8 juni 2017. https://www.eduskunta.fi/SV/tiedotteet/Sidor/Razmyar-beviljades-befrielse-fran-riksdagsuppdraget.aspx. Läst 16 oktober 2020.
4. ↑  ”Biträdande borgmästare för kultur- och fritidssektorn Nasima Razmyar”. Helsingfors stad. Arkiverad från originalet den 16 oktober 2020. https://web.archive.org/web/20201016202436/https://www.hel.fi/helsinki/sv/stad-och-forvaltning/forvaltning/organisation/borgmastarna/kuva. Läst 16 oktober 2020.
5. ↑  Turtiainen, Suvi (28 juli 2012). ”Käpylänkabulilainen pyörittää puoluetta puhelimitse” (på finska). Helsingin Sanomat. Arkiverad från originalet den 23 juli 2015. https://web.archive.org/web/20150520153301/http://www.hs.fi/ulkomaat/a1343362209157. Läst 17 augusti 2021.
6. ↑  ”Nasima Rasmyar: Humakin lehtoreiden tuki opiskelijoille on kultaakin arvokkaampaa” (på finska). Humak. https://www.humak.fi/uratarinat/nasima-rasmyar-humakin-lehtoreiden-tuki-opiskelijoille-on-kultaakin-arvokkaampaa/. Läst 17 augusti 2021.
7. ↑  ”Nasima Razmyar meni naimisiin” (på finska). Demokraatti. 18 maj 2015. Arkiverad från originalet den 23 juli 2015. https://web.archive.org/web/20150522013802/https://demokraatti.fi/nasima-razmyar-meni-naimisiin/. Läst 17 augusti 2021.
8. ↑  ”Nasima Razmyar julkaisi harvinaisen yhteiskuvan Johan-puolisonsa kanssa – hääpäivän suunnitelmat menivät uusiksi” (på finska). Ilta-Sanomat. 17 maj 2020. https://www.is.fi/viihde/art-2000006510628.html. Läst 17 augusti 2021.
9. ↑  ”Eduskuntavaalit 2015 - tulospalvelu | yle.fi”. Eduskuntavaalit 2015 - tulospalvelu | yle.fi. http://vaalit.yle.fi/tulospalvelu/2015/eduskuntavaalit/. Läst 17 augusti 2021.
10. ↑  ”Nasima Razmyar nousemassa apulaispormestariksi – Pilvi Torsti eduskuntaan” (på finska). Yle Uutiset. http://yle.fi/uutiset/3-9601621. Läst 17 augusti 2021.
11. ↑  Nasima Razmyar årets flyktingkvinna, Yle nyheter, läst 29.12.2015